# Biegi narciarskie na Zimowych Igrzyskach Olimpijskich 1980 – sztafeta mężczyzn
Bieg sztafetowy mężczyzn podczas Zimowych Igrzysk Olimpijskich 1980 w Lake Placid został rozegrany 20 lutego. Wzięło w nim udział 40 zawodników z dziesięciu krajów. Mistrzostwo olimpijskie w tej konkurencji wywalczyła reprezentacja ZSRR w składzie: Wasilij Roczew, Nikołaj Bażukow, Jewgienij Bielajew i Nikołaj Zimiatow. 

## Wyniki
| Pozycja | Kraj                                                                                 | Czas                                           | Strata    |
| ------- | ------------------------------------------------------------------------------------ | ---------------------------------------------- | --------- |
|         | ZSRR · Wasilij Roczew · Nikołaj Bażukow · Jewgienij Bielajew · Nikołaj Zimiatow      | 1:57:03,46 29:21,41 29:52,57 29:21,78 28:27,70 | -         |
|         | Norwegia · Lars Erik Eriksen · Per Knut Aaland · Ove Aunli · Oddvar Brå              | 1:58:45,77 29:45,96 29:26,77 30:14,80 29:18,24 | +1:42,31  |
|         | Finlandia · Harri Kirvesniemi · Pertti Teurajärvi · Matti Pitkänen · Juha Mieto      | 2:00:00,18 31:17,45 30:17,70 30:08,39 28:16,64 | +2:56,72  |
| 4.      | RFN · Peter Zipfel · Wolfgang Müller · Dieter Notz · Jochen Behle                    | 2:00:22,74 30:57,65 30:27,07 29:37,29 29:20,73 | +3:19,28  |
| 5.      | Szwecja · Sven-Åke Lundbäck · Thomas Eriksson · Benny Kohlberg · Thomas Wassberg     | 2:00:42,71 31:39,44 29:41,45 30:33,62 28:48,20 | +3:39,25  |
| 6.      | Włochy · Maurilio De Zolt · Benedetto Carrara · Giulio Capitanio · Giorgio Vanzetta  | 2:01:09,93 30:15,96 31:10,76 30:01,62 29:41,59 | +4:06,47  |
| 7.      | Szwajcaria · Hansueli Kreuzer · Konrad Hallenbarter · Eduard Hauser · Gaudenz Ambühl | 2:03:36,57 30:37,34 30:51,73 31:45,12 30:22,38 | +6:33,11  |
| 8.      | Stany Zjednoczone · Bill Koch · Tim Caldwell · Jim Galanes · Stan Dunklee            | 2:04:12,17 29:55,28 32:21,54 31:17,72 30:37,63 | +7:08,71  |
| 9.      | Czechosłowacja · František Šimon · Miloš Bečvář · Jiří Švub · Jiří Beran             | 2:04:18,66 30:25,96 33:38,63 30:42,95 29:31,12 | +7:14,20  |
| 10.     | Francja · Paul Fargeix · Gérard Durand-Poudret · Michel Thierry · Jean-Paul Pierrat  | 2:08:43,61 32:20,65 33:15,45 32:47,10 30:20,41 | +11:40,15 |